# Dendraster excentricus
Dendraster excentricus är en sjöborreart som först beskrevs av Johann Friedrich von Eschscholtz 1831.  Dendraster excentricus ingår i släktet Dendraster och familjen Dendrasteridae. Inga underarter finns listade i Catalogue of Life.

## Bildgalleri

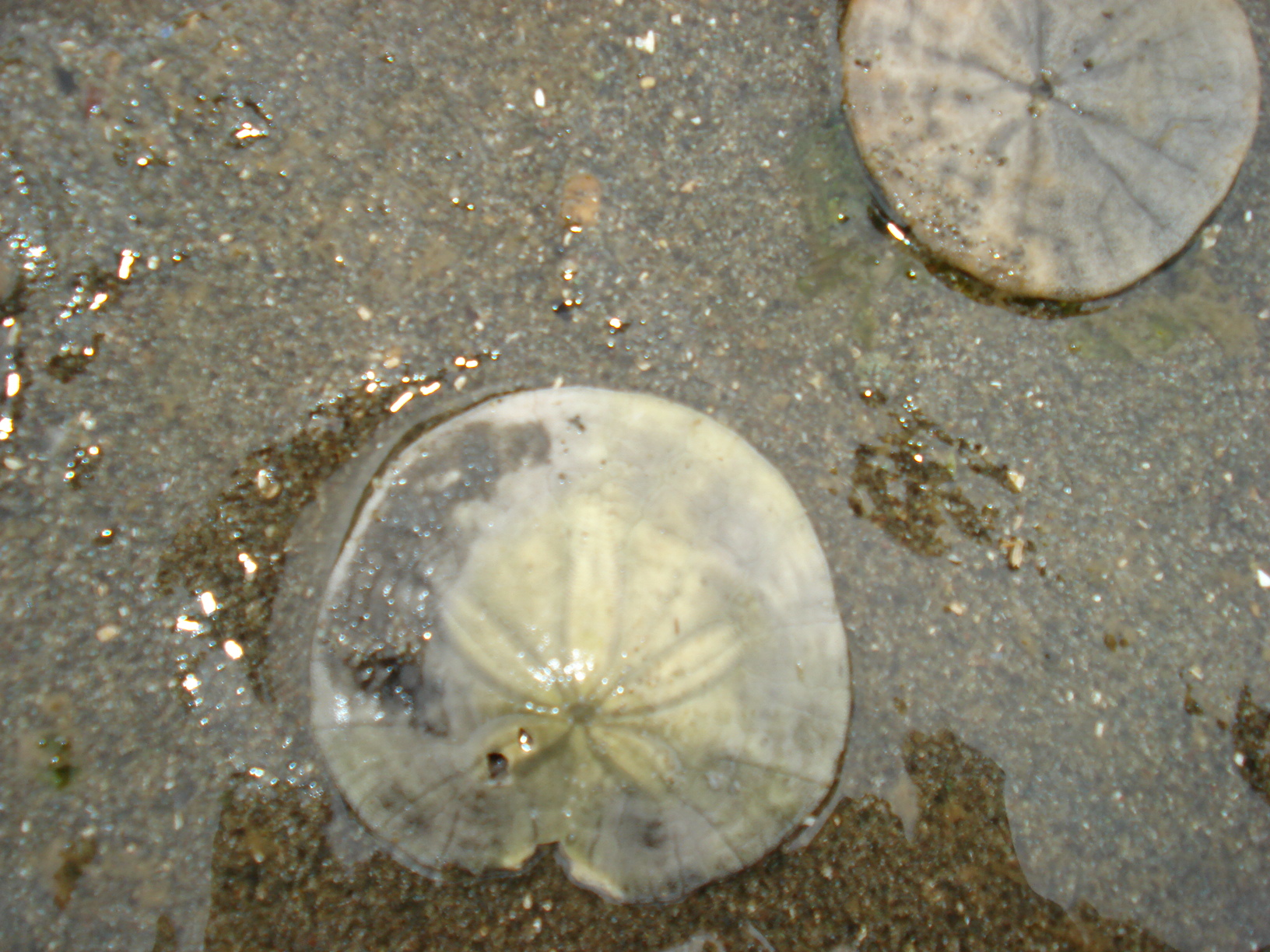
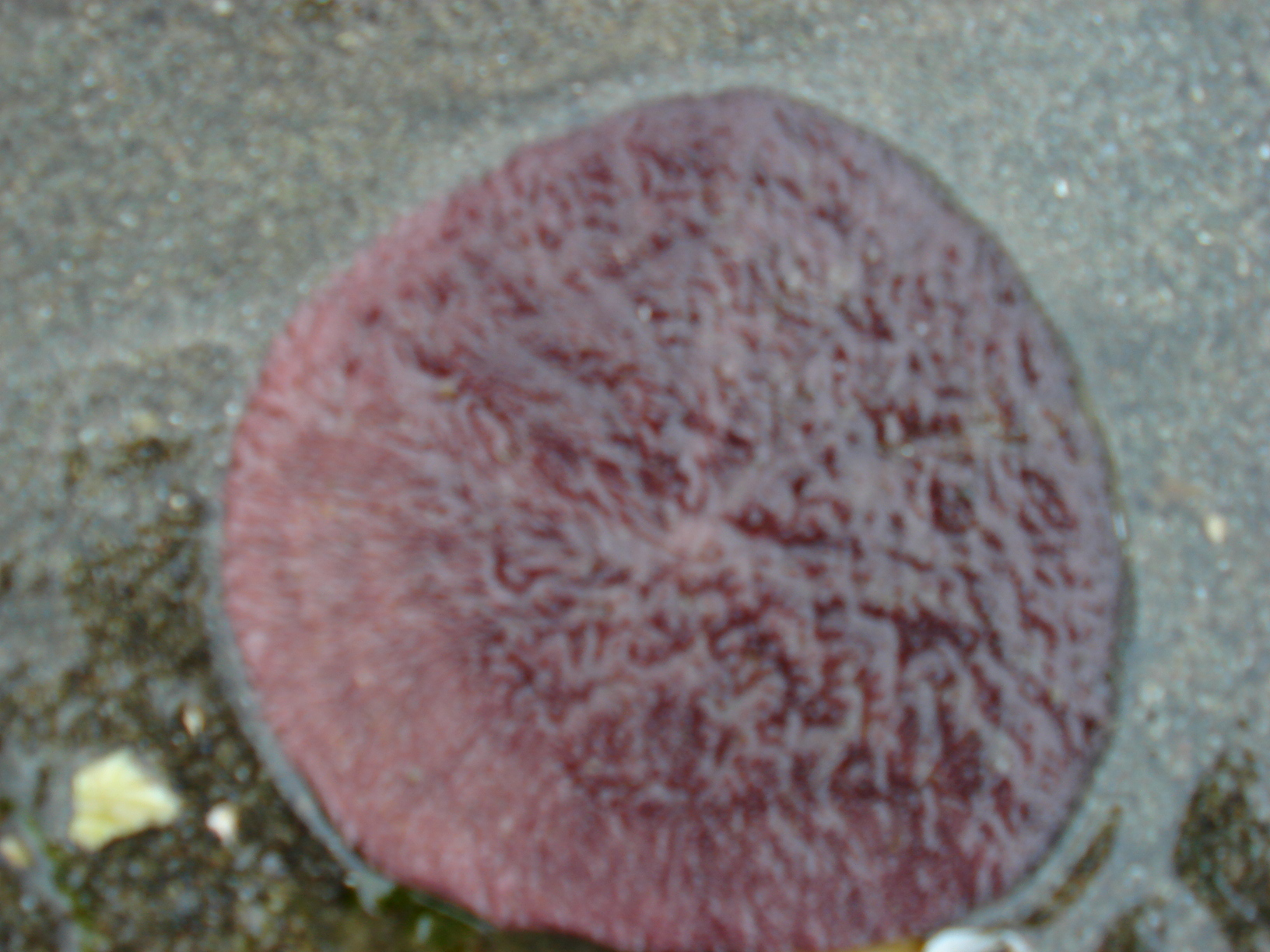
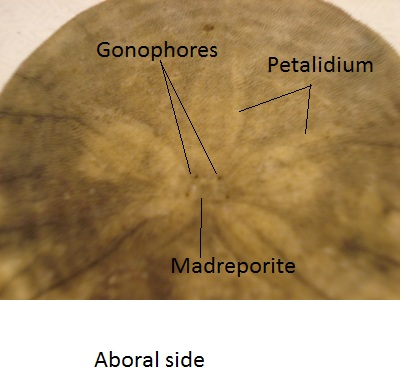
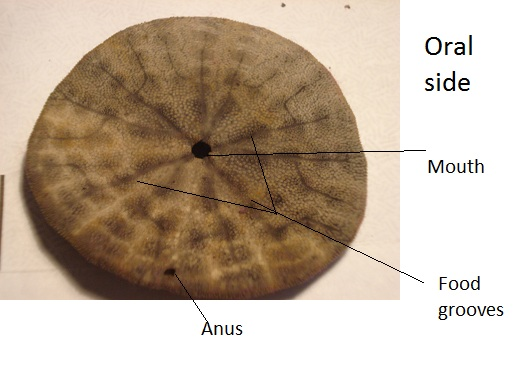
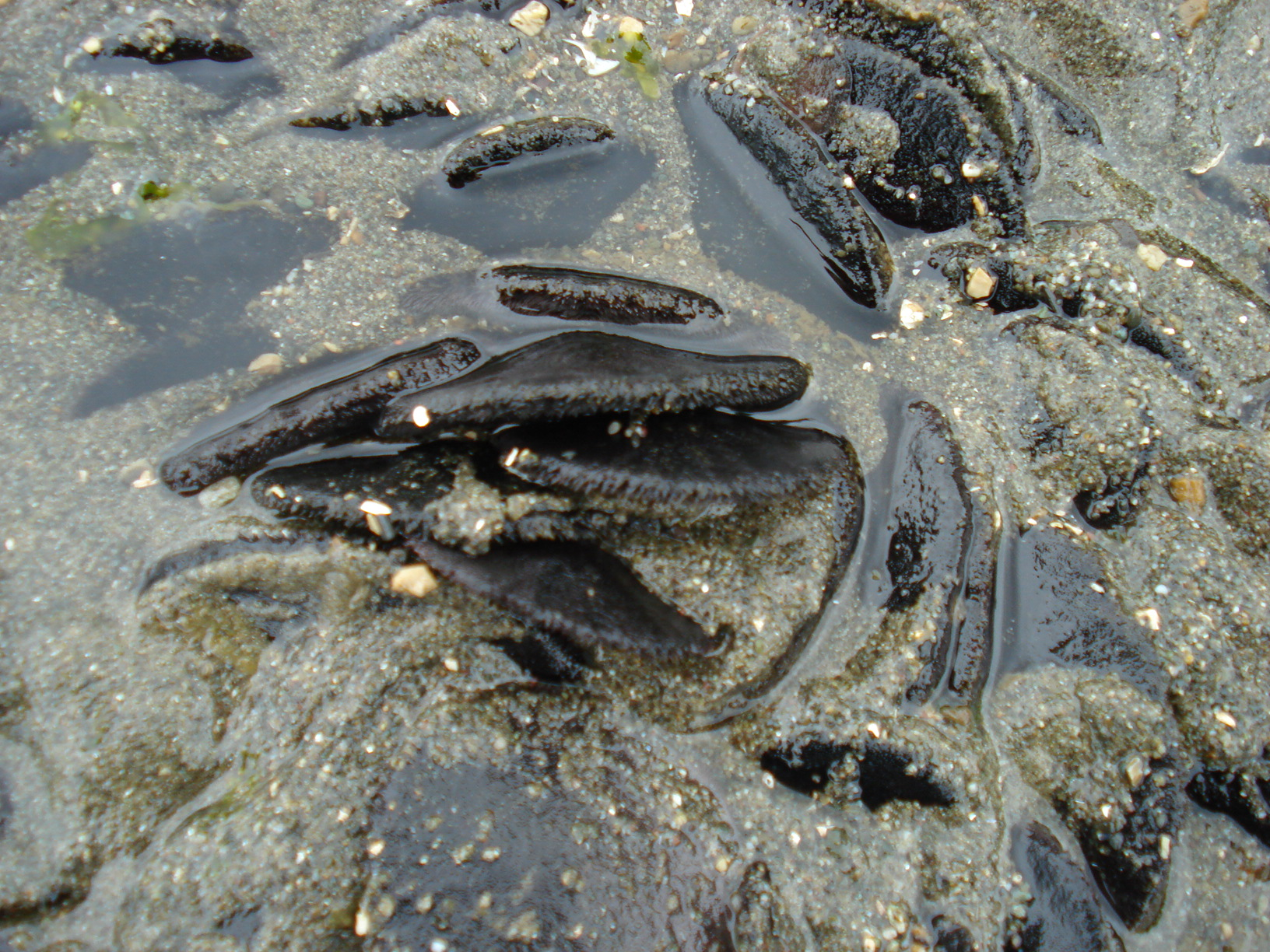
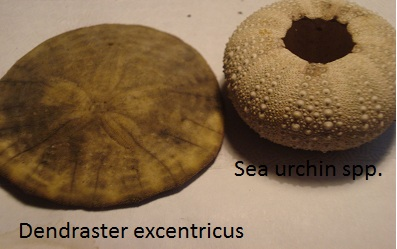